# 黃安弘
黃安弘（英語：James Wong On Wang），香港作曲人、編曲人及流行音樂監製。在東亞唱片正式入行出道，先後加入星煥國際及星夢娛樂、索尼唱片、華納唱片，現屬環球唱片音樂人。

## 背景
黃安弘於2001年畢業於英皇書院預科。他其後於2001年至2004年在香港大學修讀心理學學士課程。畢業後到美國德克薩斯州德州大學奧斯汀分校修讀教育心理學碩士，並於2007年畢業。在學期間開始創作歌曲，之後於2007年至2008年在循道中學任教英文科。為了在作曲方面有所發展和騰空時間作曲，他於是應徵大學研究助理。
在2009年參加了柏斯琴行原創歌曲創作比賽獲得作曲及編曲組冠軍，被東亞音樂賞識而收歸旗下而正式出道。及後加入星煥國際及星夢娛樂為旗下歌手，期後簽約Sony@EMP及Warner/Chappell，現為環球唱片音樂人，屬Alex Fung旗下的音樂班底。其第一首作品為鄭欣宜的主打歌〈有故事的人〉。。黃安弘憑許廷鏗唱的《仁至義盡》奪得2015年度香港電台十大中文金曲，及於2010年憑《落差》奪得第二十二屆CASH流行曲創作大賽亞軍。其最為人熟悉的作品有《螞蟻》、《我沒有傷心》、《有故事的人》等。
此外，黃安弘為香港中文大學專業進修學院和香港大學專業進修學院保良局何鴻燊社區書院的心理學課程講師/客座教授。

## 音樂作品列表

### 2010年
- 鄭欣宜 - 有故事的人（曲）

### 2011年
| - 許廷鏗 - 出走（曲） - 許廷鏗 - 逃犯（國）（曲） - 許廷鏗 - 螞蟻（曲、詞） - 許廷鏗 - 螞蟻（國）（曲、詞） | - 鄭欣宜 - 渺小（曲） - 鄭欣宜 - 配角（曲） - 鄭欣宜 - 配角（國）（曲） |

### 2012年
| - Super Girls - 愛情潛水（曲） - 江若琳 - 感動自己（編） - 江若琳 - 天空之樹（曲、編） - 吳若希 - 第一天失戀（曲） - 吳若希 - 第一天失戀（國）（曲） - 吳若希 - 我沒有傷心（曲） - 吳若希 - 我不會傷心（國語）（曲） - 胡鴻鈞 - 雙飛（編） - 胡鴻鈞 - 深不見底（曲、編） - 胡鴻鈞 - 我們繼續演下去（曲、編） - 胡鴻鈞 - 雙飛（國）（編） - 胡鴻鈞 - 明日（編） | - 陳鈺芸 - 好勝（編） - 陳鈺芸 - 那些年的我們（編） - 許廷鏗 - 厭棄（編） - 許廷鏗 - 遺棄（國語）（編） - 許廷鏗 - 從來沒發生（曲、編） - 許廷鏗 - 放開（曲） - 許廷鏗 - 不愛不恨（曲） - 許廷鏗 - 歲月（曲） - 梁佑嘉 - 死撐（曲、編） - 鍾嘉欣 - 落差（曲） - 鍾嘉欣 - 友愛是這麼簡單（編） |

### 2013年
| - 吳若希 - 把歌談心（編） - 吳若希、胡鴻鈞 - 暗戀（編） - 李進羿 - 隔空傳情（曲、編） - 孫耀威 - 好風光（編） - 樂 瞳 - 小心愛情（曲） | - 樂 瞳 - 第五季（編） - 鄭欣宜 - 戀毀情亡（編） - 鄭欣宜 - 我不會後悔（曲） - 鄭欣宜 - 奉陪（曲、編） - 許廷鏗 - 登對（曲） |

### 2014年
| - C AllStar - 守望時光（編） - Myar - Hunny（編） - Myar - 有所不知（編、監） | - 林師傑 - 小天使的話（編、監） - 草 蜢、謝安琪 - 聯群結隊（編、監） - 連詩雅 - 琉璃若夢（編、監） |

### 2015年
| - C AllStar - 門常關（曲、編） - 林師傑 - 木偶歌（編、監） - 胡鴻鈞 - 讓我放開（編、監） - 袁天恩 - 非常口（編、監） - 張紋嘉 - 歌莉亞（曲、編） | - 許廷鏗 - 美夢之後（編） - 許廷鏗 - 仁至義盡（曲） - 馮允謙 - Natural High（編、監） - 趙頌茹 - 下一站再愛你（編、監） |

### 2016年
| - ETERNITY - 永遠永不遠（編、監） - 安俊豪 - 高下懸危（曲） - 杜小喬 - 毛公仔說（曲、編、監） - 林奕匡 - Here We Are（編、監） | - 譚嘉儀 - 扯線木偶（編） - 譚嘉儀 - 最後也分開（編） - 關心妍 - 像我這樣的一個雅茲迪女子（編、監） |

### 2017年
| - 安俊豪 - 怪人（曲、編、監） - 何雁詩 - 很想愛下去（曲） - 岑日珈 - 從一而終（曲、編、監） - 胡鴻鈞 - 今天之後（編） | - 泳 兒 - 愛如雪（曲、編） - 陳蔚琦 - TC（監） - 陳蔚琦 - 十年蟬（編、監） |

### 2018年
| - HANA菊梓喬 - 為難自己（曲、編） - Myar - 向青春說Sorry（編、監） - 安俊豪 - 捍衛者（曲與安俊豪合寫、編、監） - 孫耀威 - 在車上睡了一夜（曲） - 孫耀威 - 惡魔人（曲、編與馮翰銘合編） - 容祖兒 - 綁夢（曲） - 符家浚 - 回頭開始（曲、編、監） | - 符家浚 - 小冰（曲、編、監） - 許廷鏗、陳慧敏 - 最後一對北極熊（曲） - 陳慧琳 - 也許我一直不懂愛情（曲） - 甄詠珊 - 重新出發（曲、編、監） - 譚嘉儀 - 甜言騙局（編、監） - 蘇慧恩 - 小街燈（監） |

### 2019年
| - 孔惠佳 - 有種溫柔（編、監） - 符家浚 - 怨憎會（編、監） - 符家浚 - 絕不棄權（曲、編、監） - 楊思琦 - 愛的森林（曲、編、監） | - 葉振棠 - 笛子情（編） - 歐國成 - 求不得（編、監） - 蘇慧恩 - 一馬平川（監） |

### 2021年
| - Candice霖霖 - What makes me beautiful（曲、編、監） - Candice霖霖 - 好彩有你（曲、編、監） - 楊凱晴 - 微妙關係（編、監） | - 吳若希 - 只想你記得（曲、編、監） - 倪辰 - 無床共枕（編、監） - SENZA A Cappella - 練仙模擬器（曲） |

### 2022年
| - 洪因 - 未知之數（編、監） - 洪因 - 代你牽掛（編、監） | - 群星 - 獅子山下 同心抗疫（編） |

### 2023年
| - 洪因 - 半場遊戲（編、監） |

### 2024年
| - 洪因 - 一人成行（編、監） | - 李泇霖 - 女二（編） |